# دیدگاه مسیحیان در مورد فقر و ثروت

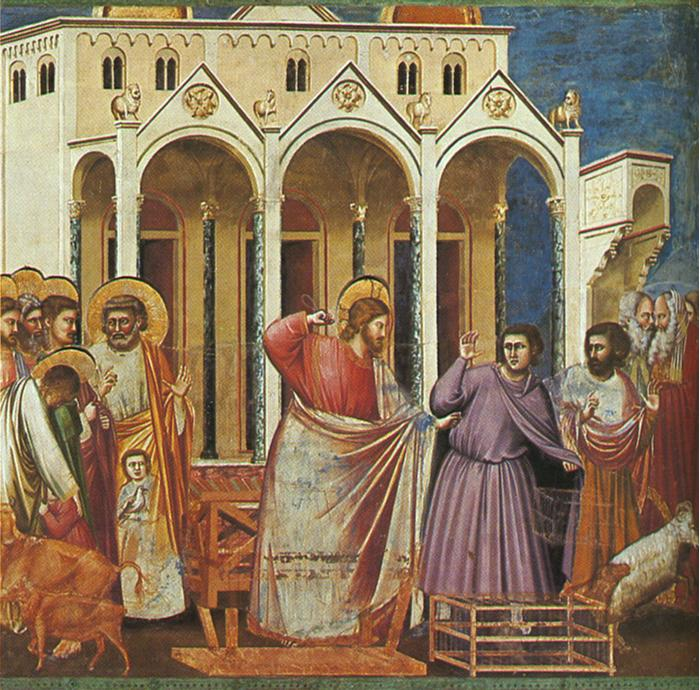
عیسی در حال بیرون راندن صرافان از معبد توسط جوتو، قرن چهاردهم

دیدگاه مسیحیان در مورد فقر و ثروت (انگلیسی: Christian views on poverty and wealth) در یک سر این طیف، دیدگاهی وجود دارد که ثروت و مادی گرایی را شری می‌داند که باید از آن اجتناب کرد و حتی با آن مبارزه کرد. در انتهای دیگر دیدگاهی است که سعادت و رفاه را نعمتی از جانب خداوند می‌داند.
بسیاری که موضع قبلی را اتخاذ می‌کنند، این موضوع را در رابطه با سرمایه‌داری نئولیبرالیسم که جهان غرب را شکل می‌دهد، مطرح می‌کنند. الهی دان آمریکایی جان بی. کاب استدلال کرده است که «اقتصادگرایی حاکم بر غرب و از طریق آن بر بسیاری از شرق» مستقیماً با دکترین سنتی مسیحی مخالف است. جان بی. کاب از آموزه عیسی استناد می‌کند که «انسان نمی‌تواند هم به خدا و هم به مامون (ثروت) خدمت کند.» وی تصریح می‌کند که بدیهی است که «جامعه غربی در خدمت ثروت سازمان یافته است» و بدین ترتیب ثروت در غرب بر خدا پیروز شده است. جک ماهونی، متکلم اسکاتلندی گفته‌های عیسی در مرقس ۱۰:۲۳–۲۷را چنین توصیف می‌کند که در طول قرن‌ها چنان این سخنان در جامعه مسیحی نقش بسته است که آنهایی که از وضع مالی خوبی برخوردارند یا حتی از رفاه هستند، اغلب احساس ناراحتی و ناراحتی وجدان می‌کنند.
برخی از مسیحیان استدلال می‌کنند که درک صحیح آموزه‌های مسیحی در مورد ثروت و فقر باید دید وسیع‌تری داشته باشد، جایی که انباشت ثروت کانون اصلی زندگی فرد نیست، بلکه منبعی برای تقویت «زندگی خوب» است. استاد دانشگاه دیوید دبلیو. میلر یک مبحث سه قسمتی ساخته است که سه نگرش رایج در میان پروتستان‌ها را نسبت به ثروت نشان می‌دهد. بر اساس این مبحث، پروتستان‌ها ثروت را به گونه‌های مختلف در نظر گرفته‌اند: (۱) توهین به ایمان مسیحی، (۲) مانعی برای ایمان، و (۳) نتیجه ایمان.